# Garbis Kortian
Garbis Kortian (né à Antioche en Turquie le 15 février 1938 et mort le 22 août 2009 à Paris 12e) est un professeur de philosophie d’origine arménienne, spécialisé en philosophie allemande, qui a enseigné à l’Université de Montréal (1968-1994), puis à l’Université de Vienne.

## Biographie
Il a fait ses études à Heidelberg et à Vienne, où il a déposé une thèse de doctorat portant sur Wilhelm von Humboldt. Il a ensuite travaillé auprès de Theodor W. Adorno et de Jürgen Habermas. Il fut embauché comme professeur à l’Université de Montréal, sur la recommandation de Herbert Marcuse. « Professeur brillant et personnalité fascinante, il a su initier toute une génération d'étudiants aux enjeux spéculatifs profonds de la pensée de Kant et de l'idéalisme allemand. »  Au cœur de son enseignement résidait l’exigence de remonter aux présupposés qui fondent les discours philosophiques. Il a écrit un certain nombre d’articles, au style serré, la plupart pour la revue Critique. Il a publié un livre, Métacritique, une reconstruction de l’argument philosophique de l’École de Francfort, dans lequel il entretient un débat avec une des œuvres majeures d’Habermas, Connaissance et intérêt. Il y questionne son concept d’Aufklärung et souligne le risque encouru par Habermas de retomber dans le moralisme kantien ou fichtéen : « Kortian tente de montrer que la pensée d’Habermas ne parvient pas même à réaliser son ambition d’auto-réflexion (dépasser l’entendement technicien) et que la nouvelle rationalité qui est en jeu dans cette démarche demeure un idéal. »
Polyglotte, Garbis Kortian a enseigné en français, en anglais, en allemand et en arménien. Il a participé à de nombreux colloques internationaux, y côtoyant les grands noms de la philosophie de son époque. Il a aussi initié des pétitions internationales, notamment à propos du génocide arménien.

## Livres
- Métacritique, Paris, Éditions de Minuit, 1979.
- De la vérité comme liberté ou la faculté philosophique de juger, Paris, L'Harmattan, 2020. (Compilation de textes, pour la plupart publiés dans la revue Critique).

## Principaux articles
- « Remarques sur le rapport entre subjectivité et société civile » in Dialogue, Vol. IX, 1970, No. 2.
- « Le problème de l’Aufklärung et de l’intérêt de la raison », Études philosophiques, 1973.
- « Le sens du possible », Critique, mars 1978.
- « La philosophie et son objet », Critique, no. 384, mai 1979.
- « De quel droit? », Critique, 1981.
- « L’art appartient-il au passé ? », Critique, no. 416, 1982.
- « L’art moderne est-il si primitif ? », Critique, no. 455, avril 1985.
- « Par-delà l’identité moderne », Critique, no. 479, 1987.
- « La modernité et la prétention de l’art à la vérité », Critique, no. 493-494, juin-juillet 1988.

## Principales participations à des ouvrages collectifs
- « Le droit de la philosophie dans la controverse politique », in La faculté de juger, Paris, Éditions de Minuit, 1985.
- « L'art et son enjeu philosophique », in Lieux et transformations de la philosophie, Paris, Presses Universitaires de Vincennes, 1991.
- « Le discours philosophique de la modernité et le problème des sciences de l'Homme », in Le partage de la vérité. Critiques du jugement philosophique, Paris, L'Harmattan, 1991.
- « De l'unité postulée, de l'unité réelle et de l'unité problématique de la raison philosophique », in L'identité philosophique européenne, Paris, L'Harmattan, 1993.
- « L’Histoire et l’État de droit dans la modernité politique » in Guérir de la guerre et juger de la paix, Paris, L’Harmattan, 1995.
- « Légalité, légitimité et justice : à propos d'une controverse sur la rationalité du droit naturel », in Qu'est-ce que la justice?, Paris, Presses Universitaires de Vincennes, 1996.
- « Le problème de la vérité et de son énonciation » in La Modernité en question, Paris, Cerf, 1998.
- « Légalité, légitimité et justice. Remarques à propos d’une controverse sur la rationalité du droit moderne » in Penser au présent, Paris, L’Harmattan, 1998.
- « L’embrasement du voile » in Judéités, Paris, Galilée, 2003.
- « La sensation pensée à l’état pur » in Arto, Sculptures et dessins, Montréal (Saint-Laurent), Carte blanche, 2003.